# Miguel Romualdez
Miguel Froilan Romualdez (Dagami, 2 september 1881 - Manilla, 25 mei 1950) was een Filipijns advocaat en politicus. Romualdez was lid van het Filipijns parlement en burgemeester van de Filipijnse hoofdstad Manilla. 

## Biografie
Miguel Romualdez was de tweede van drie zonen van Daniel Romualdez en Trinidad Lopez. Hij studeerde net als zijn broer Norberto Romualdez sr., die later politicus en rechter van het Filipijns hooggerechtshof werd, aan de Ateneo de Municipal in Manilla. Na de Filipijnse Revolutie behaalde hij zijn Bachelor of Arts-diploma, waarna hij vanaf 1907 rechten ging studeren aan de University of Santo Tomas. Miguel werd in 1904 door de Amerikanen benoemd tot municipal president van Tolosa in zijn geboorteprovincie Leyte. In 1908 volgde een benoeming tot Justice of Peace (vrederechter) te Tolosa. In 1911 behaalde hij het toelatingsexamen voor de Filipijnse balie in 1911 en in 1912 werd hij lid van de Filipijnse Assemblee (het toenmalige parlement). In 1924 werd hij benoemd tot burgemeester van de Filipijnse hoofdstad Manilla. In 1927 werd zijn benoeming voor een nieuwe termijn geblokkeerd door de Filipijnse Senaat, waarna hij werd opgevolgd door Tomas Earnshaw.
Miguel was getrouwd met Brigida Zialcita. Samen kregen ze zeven kinderen, waaronder Daniel Romualdez ,Eduardo Romualdez en Alberto Romualdez.